# گیرمو دل ریگو
گیرمو دل ریگو (اسپانیایی: Guillermo del Riego‎؛ زادهٔ ۱۱ سپتامبر ۱۹۵۸) قایقران کانو اهل اسپانیا بود.